# 三橋検校
三橋 検校（みつはし けんぎょう、1693年（元禄6年）頃 - 1760年3月25日（宝暦10年2月9日））は、江戸時代前期から中期の筝曲作曲家である。諱は弥之一又は弥之都。江戸生田流を広めたとして知られている。

## 経歴・人物
近江の膳所藩の子として生まれる。後に上洛し、倉橋検校の元で筝曲を学んだ。
後に当時越中の富山藩主であった前田利幸に仕えられ、島田検校から優秀な三味線技法に認定される。これによって多くの筝曲を作曲し、門人を育てた。1736年（元文元年）には検校に認定され、三橋と同じ師匠であった当時京都で活躍していた安村検校と双璧をなし、江戸中期における代表的な検校となった。

## 主な作品

### 代表的な筝曲
- 『宮（の）鶯』
- 『雪月花』

### その他の筝曲
- 『浮舟』
- 『四季富士』
- 『玉鬘』

## 主な弟子
- 菊崎検校
- 清橋勾当
- 冨野勾当